# Placówka Straży Celnej „Mirosław”
Placówka Straży Celnej „Mirosław” – jednostka organizacyjna Straży Celnej pełniąca w okresie międzywojennym służbę ochronną na granicy polsko-niemieckiej.

## Formowanie i zmiany organizacyjne
Na wniosek Ministerstwa Skarbu, uchwałą z 10 marca 1920 roku, powołano do życia Straż Celną. Od połowy 1921 roku jednostki Straży Celnej rozpoczęły przejmowanie odcinków granicy od pododdziałów Batalionów Celnych. Proces tworzenia Straży Celnej trwał do końca 1922 roku. Placówka Straży Celnej „Mirosław” weszła w podporządkowanie komisariatu Straży Celnej „Ujście” z Inspektoratu SC „Międzychód”.
W drugiej połowie 1927 roku przystąpiono do gruntownej reorganizacji Straży Celnej. W praktyce skutkowało to rozwiązaniem tej formacji granicznej. Ochronę północnej, zachodniej i południowej granicy państwa przejęła powołana z dniem 2 kwietnia 1928 roku Straż Graniczna.  W strukturach nowo powstałej formacji placówki „Mirosław” nie odtworzono.

## Funkcjonariusze placówki
Kierownicy placówki
| stopień    | imię i nazwisko, numer | okres pełnienia służby | kolejne stanowisko |
| ---------- | ---------------------- | ---------------------- | ------------------ |
| przodownik | Ludwik Pietrzak (463)  | był w 1926             |                    |

Obsada personalna placówki w 1926:
- przodownik Ludwik Pietrzak (463)
- strażnik Franciszek Krajniak (343)
- strażnik Stanisław Florek (261)
- strażnik Michał Kozłowski (84)
- strażnik Stanisław Jaśkowiak (1768)
- strażnik Szczepan Boch (2352)
- strażnik Bolesław Stochaj (2353)